# Xã Van Buren, Quận Jackson, Iowa
Xã Van Buren (tiếng Anh: Van Buren Township) là một xã thuộc quận Jackson, tiểu bang Iowa, Hoa Kỳ. Năm 2010, dân số của xã này là 1.547 người.